# Списък на ерцхерцозите на Австрия
Списък на ерцхерцозите на Австрия (на немски: Erzherzöge im Erzherzogtum Österreich), на владетелите с титлата ерцхерцог, въведена през 1453 г. от австрийските херцози чрез специален документ, наречен „Privilegium maius“.
На Йордановден 1453 г. император Фридрих III признава писмата за Австрийската свобода на Рудолф IV от 1358/1359 г. Така Австрия получава титлата ерцхерцог. Владислав Постум носи пръв признатата титла на Archidux Austriae (ерцхерцог на Австрия), която се носи от Хабсбургите до 1918 г. (голямата титла на император, кайзер на Австрия).

## Ерцхерцози като владетели на Австрия
Преди 1457 г. виж: Списък на маркграфовете и херцозите на Австрия през Средновековието
Династия Хабсбурги
- Владислав Постум (22.2.1440 – 23.11.1453) (1453 – 1457); крал на Бохемия (Владислав Погробек 1453 – 1457), крал на Унгария (Ласло V 1444 – 1457)
- Фридрих V (21.9.1415 – 19.8.1493) (1439 – 1462); крал на Германия (Фридрих IV 1440 – 1493); кайзер на Свещената Римска империя (H.R.R.) (Фридрих ІІІ 1452 – 1493)
- Албрехт VI (1458 – 1463)
- Фридрих V (21.9.1415 – 19.8.1493) (1484 – 1493) резидира в Линц; крал на Германия (Фридрих IV 1440 – 1493); кайзер на (H.R.R.) (Фридрих ІІІ 1452 – 1493)
- Матиас Корвин Хуниади (23.2.1440 – 6.4.1490) (1485 – 1490); регент-крал в Бохемия; крал на Унгария (Матиаш І 1458 – 1490)
- Максимилиан I, последният рицар, (22.3.1459 – 12.1.1519) (1493 – 1519); крал на Германия (1486 – 1519); кайзер на (H.R.R.) (1508 – 1519)
- Карл I (24.2.1500 – 21.9.1558) (1519 – 1521); крал на Неапол (Карло IV 1516 – 1554); крал на Сицилия (Карло ІІ 1516 – 1556); крал на Испания (Карлос І 1516 – 1556); крал на Германия (Карл V 1519 – 1531); кайзер на (H.R.R.) ((Карл V 1530 – 1556); херцог на Гелдерн (Карл V 1543 – 1555); херцог на Люксембург (Карл V 1516 – 1555)
- Фердинанд I (10.3.1503 – 25.7.1564) (1521 – 1564); крал на Бохемия и Унгария (1526 – 1564); крал на Германия (1531 – 1556); кайзер на (H.R.R.) (1556 – 1564)
- Максимилиан II (31.7.1527 – 12.10.1576) (1564 – 1576); крал на Бохемия и Унгария (1564 – 1576); кайзер на (H.R.R.) (1564 – 1576)
- Рудолф V (18.7.1552 – 20.1.1612) (1576 – 1608); крал на Бохемия и Унгария (Рудолф І 1576 – 1608); кайзер на (H.R.R.) (Рудолф II1576 – 1612)
- Матиас I (14.2.1557 – 20.3.1619) (1612 – 1619); крал на Бохемия и Унгария (Матиас II 1608 – 1618); кайзер на (H.R.R.) (1612 – 1619)
- Фердинанд II (9.7.1578 – 15.2.1637) (1619 – 1637); крал на Бохемия и Унгария (1618 – 1637); кайзер на (H.R.R.) (1619 – 1637)
- Фердинанд III (13.7.1608 – 2.4.1657) (1637 – 1657); крал на Бохемия и Унгария (1637 – 1647, 1654 – 1657); крал на Германия (1636 – 1637); кайзер на (H.R.R.) (1637 – 1657)
- Леополд V Игнаций 9.6.1640 – 5.5.1705) (1657 – 1705); крал на Бохемия и Унгария (1657 – 1705); кайзер на (H.R.R.) (Леополд І 1658 – 1705)
- Йозеф I (26.6.1678 – 17.4.1711) (1705 – 1711); крал на Германия (1690 – 1705); крал на Бохемия и Унгария (1705 – 1711); кайзер на (H.R.R.) (1705 – 1711)
- Карл II Франц Йозеф 1.10.1685 – 20.10.1740) (1711 – 1740); крал на Бохемия (Карл II) и Унгария (Карл III) (1711 – 1740); кайзер на (H.R.R.) (Карл VI 1711 – 1740); херцог на Люксембург (Карл VI 1714 – 1740); крал на Неапол (Карло VI 1713 – 1734); херцог на Парма (Карло ІІ 1735 – 1740)
- Мария Тереза (13.5.1717 – 29.11.1780) (1740 – 1780); кралица на Бохемия и Унгария (1740 – 1780); херцогиня на Люксембург (1745 – 1765); херцогиня на Милано (1740 – 1780); херцогиня на Парма (1740 – 1748);
- Карл III Албрехт (6.8.1697 – 20.1.1745) (1741 – 1742); кайзер на (H.R.R.) (Карл VI 1742 – 1745); курфюрст, херцог на Бавария (Карл Албрехт 1726 – 1745)
- Йозеф II (13.3.1741 – 20.2.1790) (1780 – 1790); крал на Германия (1764 – 1765); кайзер на (H.R.R.) (1765 – 1790); крал на Бохемия и Унгария (1780 – 1790); херцог на Милано (1780 – 1790); сърегент от 1763
- Леополд VI 5.5.1747 – 1.3.1792) (1790 – 1792); крал на Бохемия и Унгария (1790 – 1792); кайзер на (H.R.R.) (Леополд II 1790 – 1792); херцог на Милано (1790 – 1792); велик херцог та Тоскана (Леополд I 1765 – 1790)
- Франц I Йозеф Карл (12.2.1768 – 2.3.1835) (1792 – 1835); кайзер на (H.R.R.) (Франц II 1792 – 1806); кайзер на Австрия (1804 – 1835); крал на Бохемия и Унгария (1792 – 1835); херцог на Милано (1797 – 1799, 1799 – 1800)
- Фердинанд IV 19.4.1793 – 29.6.1875) (1835 – 1848); кайзер на Австрия (1835 – 1848), крал на Бохемия и Унгария (Фердинанд V 1835 – 1848)
- Франц Йосиф I 18.8.1830 – 21.11.1916) (1848 – 1916); кайзер на Австрия (1848 – 1867); крал на Унгария и Бохемия (1848 – 1916); кайзер на Австро-Унгария (1867 – 1916)
- Карл IV (17.8.1887 – 1.4.1922) (21.11.1916 – 11.11.1918); кайзер на Австро-Унгария (Карл I 1916 – 1918)); крал на Унгария и Бохемия (1916 – 1918). Отказва се от управлението на 3 април 1919, изгонен сп. Хабсбургския закон